# Potamós (Anticythère)
Ne doit pas être confondu avec Potamós (Cythère).
Potamós, en grec moderne : Ποταμός, est un village de l'île d'Anticythère, en Grèce.
Selon le recensement de 2011, la population du village compte 34 habitants.